# Nidderauen von Stockheim

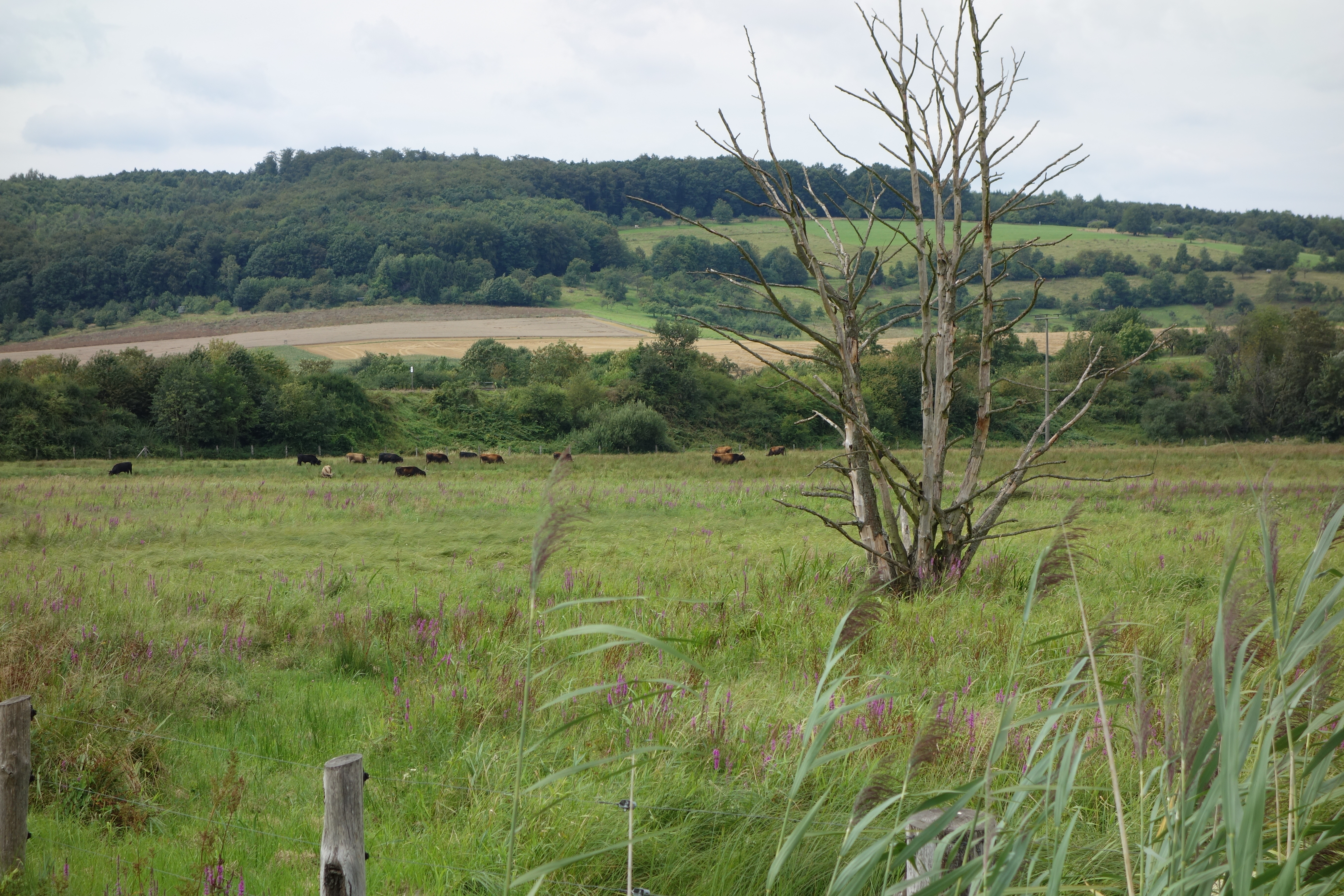
Nidderauen von Stockheim (2016)

Die Nidderauen von Stockheim wurden 1981 mit einer Fläche von 51,2 Hektar als Naturschutzgebiet ausgewiesen. Das Naturschutzgebiet liegt zu beiden Seiten der Nidder in den Gemarkungen Stockheim, Gemeinde Glauburg und Effolderbach, Stadt Ortenberg. Zusammen mit den benachbarten Auwiesen von Effolderbach liegt das Gebiet in dem großräumigen Schutzgebietssystem des Auenverbund Wetterau. Darüber hinaus genießen die Feuchtwiesenareale als sogenannte FFH-Gebiete (FFH = Flora-Fauna-Habitat-Richtlinie) europäischen Schutz. Das Gebiet mit seinen gut einsehbaren Wasserflächen und einem gut ausgebautem Wegesystem ist  ideal für Naturbeobachtungen geeignet und gut erschlossen.

## Schutzgrund
Zweck der Unterschutzstellung ist die Sicherung von Feuchtwiesen, Röhrichtbeständen, Hochstaudenfluren und bewirtschafteten Flächen im Niddertal als Brut-, Rast-, Nahrungs- und Überwinterungsgebiet bestandsgefährdeter Tierarten sowie die Erhaltung bestandsbedrohter Pflanzengesellschaften.

## Flora und Fauna

### Bedeutung für Brut- und Rastvögel
Das Naturschutzgebiet ist ein bedeutendes Brutgebiet für gefährdete Vogelarten wie Blaukehlchen, Schilfrohrsänger, Tüfelsumpfhuhn, Wasserralle, Eisvogel, Rohrweihe und Zwergtaucher. Mittlerweile tritt auch der Rohrschwirl als Brutvogel im Gebiet auf. Das Naturschutzgebiet ist darüber hinaus ein bedeutendes Rastgebiet für viele an Feuchtgebiete gebundene Vogelarten.

### Bedeutung für Amphibien
Das Naturschutzgebiet ist wichtiger Lebensraum des Laubfroschs.

### Bedeutung für Reptilien
Im Zuge des hessische Artenschutzprogramm Europäische Sumpfschildkröte erfolgte eine Ansiedlung der Europäischen Sumpfschildköte im Südteil des Naturschutzgebiets. Dem vorausgegangen sind umfangreiche Maßnahmen zur Lebensraum-Optimierung.

### Botanische Bedeutung
Im Naturschutzgebiet kommen unter anderem Arten wie das Breitblättrige Knabenkraut vor.

## Pflege- und Entwicklungsmaßnahmen
Im nördlichen Teil des Naturschutzgebiets erfolgte ab 2005 eine umfangreiche Renaturierung der Nidder zwischen Ortenberg-Effolderbach und Glauburg-Stockheim auf einer Gesamtstrecke von 1400 Metern. Seit 2011 wird das Gebiet mit Heck-Rindern, Rückzüchtungen des ausgestorbenen Auerochsen, sowie mit Konik-Pferden beweidet. Die Tiere beweiden auch die Uferbereiche der Flachgewässer mit, so dass verhindert wird, dass die Teiche mit Hochstauden und Gehölzen „zuwachsen“. Das Renaturierungsgebiet bildet räumlich und funktional eine Einheit mit dem flussaufwärts direkt anschließenden Feuchtgebiet “Auwiesen von Effolderbach” und dem Naturschutzgebiet “Salzwiesen von Selters”. Unterhalb schließt sich der südliche Teil des Naturschutzgbietes “Nidderauen von Stockheim” an. Insgesamt ergibt sich daraus ein zusammenhängendes naturnahes Auengebiet mit einer Größe von über 250 Hektar.